# نافع بن جبير بن مطعم
نافع بن جبير بن مطعم بن عدي بن نوفل بن عبد مناف بن قصي القرشي، أخو محمد بن جبير. إمام من الثقات، وكان من خيار الناس، كان يحج ماشيا وناقته تقاد، توفي سنة تسع وتسعين في خلافة سليمان بن عبد الملك.

## أخباره
- قال علي بن المديني: «أصحاب زيد الذين كانوا يأخذون عنه ويفتون بفتواه، منهم من لقيه، ومنهم من لم يلقه، وهم اثنا عشر رجلا. فذكر منهم نافع بن جبير».

- قال ابن حبان: «كان من خيار الناس، كان يحج ماشيا وناقته تقاد، وكان يخضب بالوسمة».
- قال ابن المبارك: «كان نافع بن جبير يعد من فصحاء قريش، هو وعمر بن عبد العزيز، وسليمان بن عبد الملك».
- وعن نافع بن جبير ، قال : من شهد جنازة ليراه أهلها ، فلا يشهدها .
- وقيل : قدم نافع بن جبير على الحجاج ، فقال الحجاج : قتلت ابن الزبير ، وعبد الله بن صفوان ، وابن مطيع ، ووددت أني كنت قتلت ابن عمر . فقال له : ما أراد الله بك خير مما أردت لنفسك . قال : صدقت . فلما خرج قال له عنبسة بن سعيد : لا خير لك في المقام عند هذا ; قال : جئت للغزو . ثم ودع الحجاج ، وسار نحو الديلم .
- مالك بن يزيد بن رومان ، قال : كنت أصلي إلى جنب نافع بن جبير فيغمزني ، فأفتح عليه ونحن نصلي .
- محمد بن مسلم الطائفي ، عن عمرو ، أن نافع بن جبير كان يحج ماشيا ، وراحلته تقاد معه .
- يعلى بن عبيد : حدثنا عثمان بن حكيم ، عن نافع بن جبير ، قال : ما صخبت بمكة قط ، ولا آجرت أرضا لي قط ; من استقرضها أقرضته . قال : وكان يقضي مناسكه على رجليه .[1]

## روايته للحديث النبوي
روايته عن العباس والزبير عند البخاري.
- وروى أيضا عن : أبيه ، وعائشة ، وجرير ، وعلي ، والمغيرة ، وأبي هريرة ، ورافع بن خديج ، وابن عباس ، وعثمان بن أبي العاص ، وأبي شريح الخزاعي ، وأم سلمة ، ومسعود بن الحكم ، وعدة .

- وعنه : رفيقه عروة ، وعمرو بن دينار ، والزهري ، وجعفر بن إياس، وأبو الزبير ، وعبيد الله بن أبي يزيد ، ومحمد بن سوقة ، وصالح بن كيسان ، وصفوان بن سليم ، وعبد الله بن عبد الرحمن بن أبي حسين ، وعبد الله بن الفضل الهاشمي ، وعمر بن عطاء بن أبي الخوار ، وواقد بن عمرو بن سعد بن معاذ ، وسعد بن إبراهيم ، وأبو الغصن ثابت بن قيس ، وخلق كثير .

## أقوال العلماء فيه
- أبو حاتم بن حبان البستي : ذكره في الثقات وقال: كان من خيار الناس.
- أبو زرعة الرازي : ثقة.
- أحمد بن حنبل : ثقة لا أعلم إلا خيرا.
- أحمد بن صالح الجيلي : ثقة.
- ابن حجر العسقلاني : ثقة فاضل.
- عبد الرحمن بن يوسف بن خراش : ثقة مشهور، وقال مرة: أحد الأئمة.
- محمد بن عمر الواقدي : ثقة.[2]